# Cosmetothrix discoidalis
Cosmetothrix discoidalis är en tvåvingeart som först beskrevs av Mario Bezzi 1924.  Cosmetothrix discoidalis ingår i släktet Cosmetothrix och familjen borrflugor. Inga underarter finns listade i Catalogue of Life.